# Robbie Findley
Robert "Robbie" Findley (* 4. August 1985 in Phoenix, Arizona) ist ein US-amerikanischer ehemaliger Fußballspieler, der zuletzt für Rayo OKC aktiv war.

## Vereinskarriere

### Jugend und College
Robbie Findley besuchte die Shadow Mountain High School in Phoenix und spielte für die dortige Schulmannschaft. Er wurde 2002 und 2003 in die First-Team-All-State Auswahl berufen. Findley stellte auch einen neuen Schulrekord auf, indem er 27 Tore in einer Saison erzielte. Nebenbei spielte er für die Sereno Golden Eagles. Mit der Mannschaft gewann er achtmal die Staatsmeisterschaft von Arizona, viermal die Region-IV-Meisterschaften und erreichte das Finale des Dallas Cups. Während seiner Collegezeit an der Oregon State University spielte er für die Oregon State Beavers. Außerdem spielte er bei der Boulder Rapids Reserve in der USL Premier Development League.

## Profikarriere

### Los Angeles Galaxy
Findley wurde von Los Angeles Galaxy im MLS SuperDraft 2007 ausgewählt. Am 8. April 2007 spielte der sein erstes Spiel in der Major League Soccer. Er wurde im Spiel gegen Houston Dynamo in der 60. Minute für Cobi Jones eingewechselt. Vier Tage später erzielte er sein erstes Tor für Galaxy, nachdem er wieder für Jones eingewechselt wurde.

### Real Salt Lake
Am 21. Juni 2007 wurde er zusammen mit dem Mittelfeldspieler Nathan Sturgis gegen Chris Klein von Real Salt Lake getauscht. Gleich in seinem ersten Spiel für Salt Lake erzielte er zwei Tore und die Mannschaft konnte den ersten Sieg in der MLS-Saison 2007 erreichen. In 16 Spielen für RSL war er der erfolgreichste Torschütze (sechs Tore) der Mannschaft. In der nachfolgenden MLS-Saison 2008 erzielte Findley wieder sechs Tore und wurde somit zum zweitbesten Torschützen des Vereins. Real Salt Lake zog in dieser Spielzeit zum ersten Mal in die Play-offs ein, wo man erst im Halbfinale an New York Red Bulls scheiterte.
Im Januar 2009 absolvierte er ein Probetraining bei dem dänischen Verein Brøndby IF. Eine weitere Verpflichtung des Spielers kam aber nicht zustande, obwohl er in den Testspielen für Brøndby zwei Tore erzielte. Er kehrte zu Real Salt Lake zurück und spielte seine beste Saison als Profi. In der MLS-Saison 2009 kam er auf 12 Ligatreffer. Am 2. April 2009 erzielte er sogar einen Hattrick. Gekrönt wurden seine guten Leistungen durch den Gewinn des MLS Cup gegen Los Angeles Galaxy.
Zum Ende der MLS-Saison 2010 lief sein Vertrag bei Real Salt Lake aus. Er gab bekannt gerne in Europa spielen zu wollen. Beim MLS Expansion Draft 2010 wurde er von den Portland Timbers gedraftet.

### Nottingham Forest
Mitte Dezember 2010 absolvierte er ein Probetraining beim englischen Erstligisten Wolverhampton Wanderers, wechselte aber am 23. Dezember zu Nottingham Forest in die Football League Championship. Kurz nach seiner Verpflichtung verletzte sich Findley im Training und kam erst kurz vor Saisonende in der Football League Championship 2010/11 zu seinen ersten beiden Einsätzen.
Am 21. September 2012 wechselte Findley auf Leihbasis zum Viertligisten FC Gillingham.
Am 14. Januar 2013 wurde sein Vertrag bei Nottingham Forest aufgelöst.

### Rückkehr in die USA
Nach seiner Freistellung übernahm Real Salt Lake die MLS-Rechte von den Portland Timbers. Findley wechselte zurück in die Major League Soccer und spielte die folgenden zwei Spielzeiten für Salt Lake. Im Herbst 2014 wurde sein Vertrag nicht weiter verlängert und er nahm im Dezember am MLS Re-Entry Draft 2014 teil. Dort wurde er vom Toronto FC ausgewählt.
Bei den Kanadiern verbrachte er eine Saison. Am 24. Februar 2014 wechselte er zu Rayo OKC in die zweitklassige North American Soccer League.

## Nationalmannschaft
Findley hat die US-amerikanische Staatsbürgerschaft und die von Trinidad und Tobago. Seine Eltern stammen aus dem Karibikstaat, wanderten aber in die USA aus.
Am 9. Oktober 2007 wurde er in die Nationalmannschaft der USA berufen. Er machte am 17. Oktober 2009 gegen die Schweiz sein erstes Länderspiel. Findley wurde in der 90. Minute eingewechselt.
Im August 2009 war er Teil der US-Nationalmannschaft in den WM-2010-Qualifikationsspielen gegen El Salvador und Trinidad und Tobago. Er stand aber in beiden Spielen nicht auf dem Platz.
Am 26. Mai wurde von Bob Bradley in den finalen Kader für die Fußball-Weltmeisterschaft 2010 in Südafrika berufen, wo er am 12. Juni gegen England sein Weltmeisterschaftsdebüt gab. Aufgrund von zwei gelben Karten, war er im letzten Gruppenspiel gegen Algerien gesperrt. Im Achtelfinalspiel gegen Ghana, welches die USA mit 2:1 nach Verlängerung verloren, wurde er zur Halbzeit ausgewechselt.

## Privat
Findley ist ein Cousin des NBA-Point-Guards Mike Bibby und des NFL-Wide Receivers Shaun McDonald. Außerdem ist er mit dem Basketballspieler Eddie House verwandt, da dieser mit Findleys Cousine verheiratet ist.